# Élections législatives de 1808 dans la Mayenne
Pour les élections législatives françaises de 1808, il y a un renouvellement par rapport aux élections législatives françaises de 1803.

## Élus

### Élus concernés par le renouvellement de 1803
| Député sortant                     |  | Parti         | Député élu                 |  | Parti         |
| ---------------------------------- |  | ------------- | -------------------------- |  | ------------- |
| François Victor Jean de Lespérut   |  | Bonapartistes | Laurent Lemotheux-d'Audier |  | Bonapartistes |
| Louis-Jean-Nicolas-Charles Foucher |  | Bonapartistes | Étienne Boudet             |  | Bonapartistes |
| Michel-René Maupetit               |  | Bonapartistes | Michel-René Maupetit       |  | Bonapartistes |